# The Moment After 2: The Awakening
 (avril 2017).
Si vous disposez d'ouvrages ou d'articles de référence ou si vous connaissez des sites web de qualité traitant du thème abordé ici, merci de compléter l'article en donnant les références utiles à sa vérifiabilité et en les liant à la section « Notes et références ».
Pour plus de détails, voir Fiche technique et Distribution.
The Moment After 2: The Awakening (VF:  L'instant d'après 2 : Prise de conscience) est un film américain réalisé par Wes Llewellyn, sorti en 2006.
Interprété par Kevin Downes, David A. R. White, Brad Heller et Jon Gilbert, le film est la suite de The Moment After, sorti en 1999.

## Synopsis
Après avoir échappé à la mort, l'ancien agent du FBI Adam Riley (David A. R. White) retrouve son ami et mentor Christian Jacob Krause (Brad Heller). Ils ne connaissent pas les forces qui tentent de les détruire. Le chef de l'Alliance mondiale, le Colonel Fredericks (Monte Perlin) a forcé l'ancien partenaire d'Adam, Charles Baker (Kevin Downes) pour les traquer. Comme les événements conduisent à une confrontation explosive, ils sont tous contraints à lutter pour leur âme.

## Fiche technique
Sauf indication contraire, les informations mentionnées dans cette section peuvent être confirmées par la base de données cinématographiques IMDb,  présente dans la section « Liens externes ».
- Titre original : The Moment After 2: The Awakening
- Réalisation et scénario : Wes Llewellyn
- Pays d'origine :  États-Unis
- Langue originale : anglais
- Genres : Science-fiction, Thriller, Dramatique
- Durée : 93 minutes
- Dates de sortie :
  - États-Unis: 28 mai 2006

## Distribution
Sauf indication contraire, les informations mentionnées dans cette section peuvent être confirmées par la base de données cinématographiques IMDb,  présente dans la section « Liens externes ».
- Kevin Downes : Charles Baker
- David A. R. White : Adam Riley
- Brad Heller : Jacob Krause
- John Gilbert : Peter McCullum
- Monte Perlin : Colonel Fredericks
- Lonnie Colon : "Captain" Jackson
- Asad Farr : Global Chairman
- Logan White : Carissa
- Don Parker Decker : Le Président des États-Unis
- Bree Pavey : Audrey Thomas